# Rasim Delić
Rasim Delić (4 de fevereiro de 1949 - Sarajevo, 16 de abril de 2010) foi um militar iugoslavo, foi Chefe do Estado-Maior do Exército da República da Bósnia e Herzegovina. Ele era um oficial de carreira no Nacional exército jugoslavo, mas deixou o exército, quando a Iugoslávia dissolveu.
Em 8 de junho de 1993, a Presidência da Bósnia-Herzegovina nomeou Delić Chefe do Estado Maior do Exército da República da Bósnia-Herzegovina, permanecendo no cargo até o final da guerra. Ele foi acusado de crimes de guerra em Livade e em Camp Kamenica durante a Guerra da Bósnia pelo Tribunal Penal Internacional para a ex-Iugoslávia, julgado e condenado em 15 de setembro de 2008 a três anos de prisão. O tribunal considerou que ele não havia tomado as medidas necessárias para evitar o tratamento cruel de doze detidos. Ele foi absolvido da acusação de estupro de três mulheres.

## Publicações
- Čast je braniti Bosnu (2002)
- Armija Republike Bosne i Hercegovine – nastanak, razvoj i odbrana zemlje (2007)
- 101 ratna priča (2010)